# Oscar

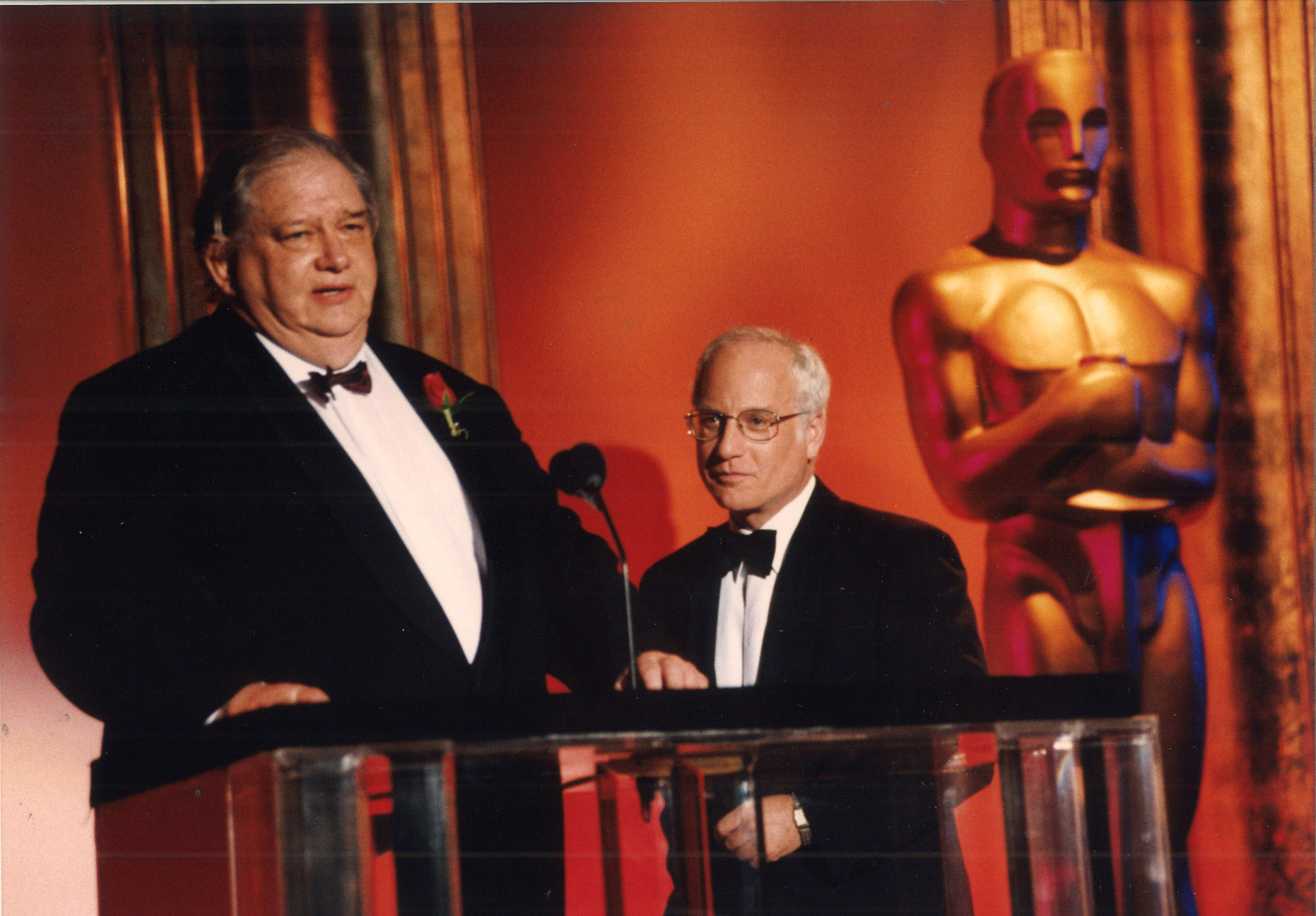
Peter Denz und Richard Dreyfuss bei der Oscar-Verleihung 1996

Der Academy Award, offizieller Name Academy Award of Merit (englisch für Verdienstpreis der Akademie), besser bekannt unter seinem Spitznamen Oscar, ist der bekannteste Filmpreis der Filmindustrie. Er wird alljährlich von der US-amerikanischen Academy of Motion Picture Arts and Sciences (AMPAS) für die besten Filme des Vorjahres verliehen. Wegen der Zulassungsprozedur dominieren in den Siegerlisten in der Regel US-Produktionen. Die aktuelle Ausgabe war die 97. Verleihung der Oscars und fand am 2. März 2025 statt. Die Auflage 2026 soll am 15. März ausgerichtet werden.
Die Auszeichnung wurde am 12. Februar 1929 vom damaligen Präsidenten der MGM Studios, Louis B. Mayer, ins Leben gerufen, acht Jahre nach der Verleihung des Photoplay Awards, der als erster Filmpreis der Welt gilt. Der Oscar wird in einer gemeinsamen Zeremonie in derzeit über 30 verschiedenen Kategorien vergeben; die Preisträger erhalten eine Statuette, die einen Ritter mit einem Schwert auf einer Filmrolle darstellt.

## Geschichte
Gegen Ende der 1920er Jahre befand sich die US-amerikanische Filmindustrie in einer Krise. Neue Erfindungen – zum Beispiel das Radio – führten dazu, dass die Kinos weniger Besucher verzeichneten. Für die Eigentümer der großen Studios wurde die Situation zunehmend schwieriger. Die Bildung von Gewerkschaften auch in der Filmindustrie führte dazu, dass sie die Arbeiter in ihren Studios angemessen bezahlen mussten, was bis dahin unüblich war. Im Rahmen von Demonstrationen wurden mehr Lohn und die Einführung geregelter Arbeitsverhältnisse gefordert. Eine weitere Schwierigkeit für die Studios bestand durch die Zensur.
Der Leiter der damals sehr erfolgreichen und einflussreichen Metro-Goldwyn-Mayer-Studios (MGM), Louis B. Mayer, traf sich mit zwei guten Freunden, um sich mit dem Problem auseinanderzusetzen. Zusammen mit Conrad Nagel und Fred Niblo ersann er eine Institution, die die Kunst des Filmemachens verkörpern und eine zentrale Steuerung der Interessen der Filmschaffenden gewährleisten sollte – eine Akademie schien diese Anforderungen zu erfüllen.
Am 11. Januar 1927 wurde ein Galadinner veranstaltet, bei dem sich 33 einflussreiche und namhafte Filmgrößen trafen, um die „Academy of Motion Picture Arts and Sciences“ zu gründen. Unter ihnen befanden sich Berühmtheiten wie Douglas Fairbanks, Mary Pickford, Cecil B. DeMille, die Warner Brothers und andere. Das erste offizielle Bankett der Akademie fand am 11. Mai 1927 statt.
In den ersten Akademie-Statuten wurde festgeschrieben, um welche Aufgaben sich die Akademie zu kümmern hatte. Die Einführung des Preises wurde Anfang 1928 beschlossen und ergänzt. Am 16. Mai 1929 wurde der Akademiepreis zum ersten Mal vergeben, und zwar im Hollywood Roosevelt Hotel direkt am Hollywood Boulevard in Hollywood. Fotos, Film- oder Tonaufzeichnungen existieren von dieser Veranstaltung nicht. Die Verleihung fand vor 270 Veranstaltungsgästen statt. Die Oscar-Gewinner wurden drei Monate zuvor in der Presse angekündigt. Bereits im nächsten Jahr hielt die Akademie die Ergebnisse geheim und gab den Zeitungen üblicherweise erst am Vortag der Verleihung kurz vor Mitternacht eine Liste zur Veröffentlichung.
Die erste Schauspielerin, die mit dem „Academy Award of Merit“ ausgezeichnet wurde, war die amerikanische Schauspielerin Janet Gaynor. Der erste Schauspieler, der mit dem „Academy Award of Merit“ ausgezeichnet wurde, war der deutsche Schauspieler Emil Jannings. Er erhielt ihn in der Kategorie „Bester Hauptdarsteller“ für seine Leistung im Film Der Weg allen Fleisches (1927; Regie Victor Fleming); von dem Film sind keine Kopien mehr auffindbar. Die Auszeichnung galt zugleich für Jannings’ ein Jahr später entstandenen Film Sein letzter Befehl (1928; Regie Josef von Sternberg). Der Preis wurde ihm 1929 vorzeitig übergeben, da er auf dem Weg zurück nach Deutschland war; von der Zeremonie existieren keine Bilder. Mit dieser Auszeichnung als bester Hauptdarsteller ist Jannings der bisher einzige deutsche Schauspieler, der in dieser Kategorie gewonnen hat. Die in Düsseldorf geborene Schauspielerin Luise Rainer gewann den Preis als beste Hauptdarstellerin sogar zweimal (1936, 1937). Als erster Österreicher (mit Schweizer Herkunft) konnte 1961 Maximilian Schell für Urteil von Nürnberg in dieser Kategorie gewinnen.
Ab Mitte der 1930er Jahre, als das Interesse an der Veranstaltung auch außerhalb der Filmbranche gestiegen war, wurde die Liste der Gewinner vor der Verleihung an die Presse gegeben. Nachdem aber die Los Angeles Times 1940 die Sperrfrist missachtet und die Gewinner schon vor Beginn der Verleihung gedruckt hatte, wurde 1941 die vorherige Pressemitteilung abgeschafft; die Namen der Preisträger werden seitdem in versiegelten Umschlägen verschlossen gehalten. Die Gewinner sind bis zur Bekanntgabe in der Veranstaltung nur den beauftragten Notaren der Wirtschaftsprüfungsgesellschaft Price Waterhouse (seit 1998 PricewaterhouseCoopers) bekannt.
Das Interesse in der Öffentlichkeit in der Folge nahm kontinuierlich zu. Die dritte Oscarverleihung dauerte sieben Minuten und 38 Sekunden und wurde als erste auf Film aufgenommen, 1953 wurde die Verleihung erstmals im Fernsehen übertragen. Heute stimmen mehr als 5500 Mitglieder der Akademie in den einzelnen Kategorien ab; die Verleihung wird weltweit übertragen und jährlich von etwa 800 Millionen Menschen verfolgt.
Nach Bekanntgabe der Oscar-Nominierungen 2016 sah sich die Academy of Motion Picture Arts and Sciences wachsender Kritik ausgesetzt – alle Nominierungen in den Darsteller-Kategorien hatten wie schon im Vorjahr weiße Schauspieler erhalten, obwohl in der amerikanischen Filmpreissaison zuvor dunkelhäutige Darsteller wie Idris Elba (Beasts of No Nation), Michael B. Jordan (Creed – Rocky’s Legacy) oder Will Smith (Erschütternde Wahrheit) Berücksichtigung gefunden hatten. Smiths Ehefrau, die Schauspielerin Jada Pinkett Smith und der Ehrenpreisträger Spike Lee kritisierten daraufhin öffentlich diesen Mangel an ethnischer Diversität und kündigten an, nicht zur Oscarverleihung zu erscheinen. Der Vorstand der Akademie unter der afroamerikanischen Präsidentin Cheryl Boone Isaacs stimmte daraufhin für neue Regeln, um die Zahl von Frauen und Angehörigen ethnischer Minderheiten bis 2020 zu verdoppeln. Im April 2016 wurde die Aufnahme 236 neuer Mitglieder bekanntgegeben, unter denen sich auch Wissenschaftler und Künstler befanden. Am 29. Juni 2016 wurden weitere 683 Persönlichkeiten als Neumitglieder eingeladen. Hierunter befanden sich 46 Prozent Frauen und 41 Prozent Angehörige ethnischer Minderheiten. Unter den Neumitgliedern befinden sich Regisseure wie Ryan Coogler, Deepa Mehta und Abbas Kiarostami, aber auch die Schauspieler Emma Watson, Michael B. Jordan, Oscar Isaac, Regina King, Anthony Anderson, Adam Beach, Kate Beckinsale, Chadwick Boseman, John Boyega, Carmen Ejogo, Idris Elba, America Ferrera, Greta Gerwig, Carla Gugino, Luis Guzmán, Tom Hiddleston, Patti LuPone, Rachel McAdams, Nate Parker, Anika Noni Rose und Marlon Wayans. Auch die Sängerin Mary J. Blige erhielt eine Einladung.
Zuletzt wurden Ende Juni 2017 insgesamt 774 neue Mitglieder ernannt, so viele wie nie zuvor. Nach Angaben der AMPAS waren 39 Prozent davon Frauen. Damit stieg der Frauenanteil auf 28 Prozent, der Anteil nicht-weißer Mitglieder auf 13 Prozent an. Zu den neuen Akademie-Mitgliedern gehören neben u. a. Adam Driver und Gal Gadot auch die 2017 nominierten Lucas Hedges, Barry Jenkins, Ruth Negga und Justin Timberlake. Ebenfalls aufgenommen wurden die Deutschen Fatih Akin und Daniel Brühl, die Österreicherinnen Jessica Hausner und Monika Willi sowie die Schweizer Claude Barras, Giacun Caduff, Corinna Glaus, Max Karli, Michel Merkt und Timo von Gunten. Anfang Mai 2018 beschloss der Aufsichtsrat der Akademie Roman Polański und Bill Cosby infolge von Vorwürfen sexuellen Missbrauchs als Mitglieder auszuschließen. Im Oktober 2017 hatte die Akademie bereits Harvey Weinstein aus demselben Grund ausgeschlossen.
Aufgrund der Coronavirus-Pandemie entschied sich die Academy of Motion im Jahr 2020 erstmals und laut eigener Darstellung einmalig auch Filme für die Nominierung zuzulassen, die ausschließlich auf Streaming-Plattformen gezeigt wurden.
Im Rahmen des Hauptpreises Bester Film wird es ab 2024 wesentliche Neuerungen geben. Bewerber sind dann verpflichtet, mindestens zwei Vielfältigkeits-Kriterien zu erfüllen. Es kann aus vier verschiedenen Vorgaben gewählt werden, die gewährleistet sein müssen – so geht es um Besetzungen von Filmrollen oder Inhalte des Films. Beispielsweise sollen LGBT-Inhalte beleuchtet werden oder wichtige Rollen mit Schwerbehinderten besetzt werden. Durch die Reformen erhofft man sich mehr Diversität im Wettbewerb.

## Besondere Vorfälle
Bei der Oscarverleihung 1938 wurde die Statuette für die beste Nebendarstellerin vor aller Augen von der Bühne gestohlen. Die Preisträgerin Alice Brady hatte sich den Fuß gebrochen und konnte daher nicht an der Verleihung teilnehmen. Die Auszeichnung wurde von einem Betrüger entgegengenommen, der unerkannt verschwinden konnte und nie ermittelt wurde. Brady wurde später eine Kopie des Preises überreicht.
Mehrere Künstler verweigerten die Annahme des Oscars. Als Erster lehnte Dudley Nichols bei der Oscarverleihung 1936 seine Auszeichnung für das beste adaptierte Drehbuch zu Der Verräter ab, da er im Streit mit der Filmakademie lag. 1971 verweigerte der Schauspieler George C. Scott die Annahme der Auszeichnung für die Hauptrolle in Patton – Rebell in Uniform und protestierte gegen die zunehmende „Fleischbeschau“ in der Filmindustrie. Marlon Brando weigerte sich 1973, den Preis für die Hauptrolle in Der Pate entgegenzunehmen, aus Solidarität mit der Bewegung der US-amerikanischen Ureinwohner, und schickte stattdessen Sacheen Littlefeather zur Veranstaltung. In der von Brando vorbereiteten Rede machte Littlefeather auf die Unterdrückung der Bürgerrechte der amerikanischen Ureinwohner und besonders auf die Protestaktionen des American Indian Movement bei Wounded Knee aufmerksam. Littlefeather konnte aufgrund der begrenzten Redezeit nur ein improvisiertes Statement abgeben; sie verlas den gesamten Text erst hinter der Bühne vor den dort anwesenden Journalisten.
Bei der Oscarverleihung 1962 gelang es dem New Yorker Taxifahrer Stan Berman, sich auf die Bühne zu schleichen und einen selbstgemachten „Oscar“ für Moderator Bob Hope zu präsentieren. Berman nannte einen Bezug auf das Jahr 1938, in dem Hope seine erste Rolle in einem abendfüllenden Spielfilm (The Big Broadcast of 1938) hatte.
Bei der Oscarverleihung 1986 verstarb die Schauspielerin Sarah Cunningham während der Show in der Lobby an einem Asthma-Anfall.
Bedingt durch die große Resonanz der Oscarverleihung war die Veranstaltung gelegentlich auch ein Podium für öffentlichkeitswirksame Auftritte mit politischem Anliegen. Bei der Oscarverleihung 1974 rannte der Flitzer Robert Opel nackt über die Bühne und zeigte dabei das Friedenszeichen, als David Niven gerade eine Rede für die Schauspielerin Elizabeth Taylor hielt. Michael Moore nutzte seine Dankesrede zu seinem Oscar für Bowling for Columbine 2003, um US-Präsident George W. Bush wegen des amerikanisch-britischen Kriegs gegen das irakische Regime von Saddam Hussein scharf anzugreifen („Shame on you, Mr. Bush!“).
Im selben Jahr blieb der Rapper Eminem der Show fern, da er sich weigerte, mit einer „entschärften“ Version seines Gewinnersongs Lose Yourself aus dem Film 8 Mile aufzutreten.
Bei der Oscarverleihung 2010 kam es zu einem kleinen Eklat, als Music by Prudence als bester Dokumentar-Kurzfilm ausgezeichnet wurde. Gerade als Regisseur Roger Ross Williams zu seiner Dankesrede ansetzte, stürmte Elinor Burkett auf die Bühne und unterbrach die Rede. Die ursprüngliche Idee zum Film stammte von ihr, sie war jedoch aufgrund von Differenzen bereits im Jahr zuvor von ihren Aufgaben bei dem Projekt entbunden worden.
Bei der Oscarverleihung 2017 präsentierten Warren Beatty und Faye Dunaway den Preisträger in der Kategorie Bester Film. Dunaway sprach nach Zögern von Beatty irrtümlich dem Musical La La Land die Auszeichnung zu; tatsächlich hatte aber das Drama Moonlight den Oscar gewonnen. Beatty war zuvor fälschlicherweise der Umschlag mit der Gewinnerin der Kategorie Beste Hauptdarstellerin, Emma Stone in La La Land, ausgehändigt worden. Dies wurde erst nach den Dankesreden der La-La-Land-Produzenten Jordan Horowitz, Marc Platt und Fred Berger korrigiert. Im Jahr darauf gaben Beatty und Dunaway erneut den Oscar-Gewinner in der Kategorie Bester Film bekannt, diesmal ohne einen Fehler.
Während der Oscarverleihung 2022 ohrfeigte Will Smith auf der Bühne Chris Rock. Dieser hatte zuvor einen Scherz über die Frisur von Smiths Frau Jada Pinkett Smith gemacht, der krankheitsbedingt die Haare ausgefallen waren.

## Der Name
In den ersten Jahren der Verleihung wurde die Trophäe noch ausschließlich als Academy Award of Merit bezeichnet. Wer der Pate für den Namen Oscar war, ist heute nicht mehr mit Bestimmtheit zu klären. Fest steht, dass der prägnantere neue Name seit Mitte der 1930er Jahre weitgehend verwendet wurde. Vier Personen werden immer wieder als „Taufpaten“ genannt:
- Die ehemalige Vorstandssekretärin und spätere Leiterin der Akademie, Margaret Herrick, soll beim Anblick der Statue gesagt haben: „Der sieht ja aus wie mein Onkel Oscar!“, womit sie aber vermutlich ihren Cousin zweiten Grades Oscar Pierce meinte.[27][28] In den Annalen der Akademie wird sie oft als offizielle Namensgeberin angeführt.
- Der Filmkolumnist Sidney Skolsky verwendete 1934 den Namen „Oscar“ als erster Journalist in einem gedruckten Werk und trug dadurch maßgeblich zu dessen Popularisierung bei.[29]
- Bette Davis soll immer wieder betont haben, dass die Statue sie an ihren ersten Mann Harmon Oscar Nelson Jr. (1907–1975) erinnere.[30]
- Als eher unwahrscheinlich gilt die Theorie, nach der ein Mitglied der Academy vorgeschlagen habe, die Trophäe „Oscar“ zu nennen. Walt Disney habe dies mitbekommen und geglaubt, dies sei nun der offizielle Name der Trophäe. Er soll sich dann bei der Verleihung 1934 für seinen „Oscar“ bedankt haben.[31]

Obwohl bis heute immer wieder betont wird, Oscar sei nicht die offizielle Bezeichnung, ist auch dieser Name seit 1979 markenrechtlich geschützt.

## Die Trophäe

Horst Burbulla mit einem Oscar

Der begehrte Filmpreis ist 34 cm groß, 3,85 kg schwer und besteht seit 2016 wieder, wie ganz zu Anfang, aus Bronze und ist elektrolytisch mit 24-karätigem Gold überzogen. Bis 2015 bestand die Statue aus Britanniametall, einer Zinnlegierung, und war etwas leichter. Während des Zweiten Weltkriegs wurden wegen Rohstoffmangels Ersatzmaterialien verwendet, diese Statuen wurden nach dem Krieg durch metallene ersetzt. In den Sockel der Statue werden erst nach der Verleihung die Namen des Preisträgers, die dazugehörige Oscar-Kategorie und der Titel des Films eingraviert.
Der Entwurf zu der Statuette stammt vom Art Director der Metro-Goldwyn-Mayer (MGM), Cedric Gibbons. Die Gründer der Academy of Motion Picture Arts and Sciences beauftragten Conrad Nagel mit der Gestaltung des Filmpreises. Mit einem Budget von 500 Dollar machte sich Nagel über das Aussehen und die Art des Preises Gedanken. Eine schlichte Urkunde wurde für nicht ausreichend befunden. Die Idee kam auf, den Preis durch eine Statuette zu symbolisieren. Nagel beauftragte Gibbons, einen Entwurf für eine Statuette anzufertigen, die dem Filmpreis eine würdige Form verleihen sollte. Gibbons entwarf daraufhin die berühmt gewordene Figur eines goldenen Schwertträgers, der auf einer Filmrolle steht.
Seit 1950 müssen sich die Gewinner verpflichten, dass weder sie noch ihre Erben die Oscars verkaufen, ohne sie zunächst der Academy für einen US-Dollar anzubieten. Verweigert ein Gewinner dies, behält die Academy die Trophäe. Der versuchte Verkauf des Oscars von Michael Todd durch seinen Enkel wurde von der Academy 1989 nach einem Rechtsstreit unterbunden. Mehrere vor Einführung der Bestimmung verliehene Oscars wurden jedoch in Auktionen für sechsstellige Summen verkauft. Im Dezember 2011 wurde Orson Welles’ Oscar für Citizen Kane (1941) von seinen Erben in einer Auktion angeboten. Die Erben hatten ihn bereits 2003 verkaufen wollen, was zu einem Rechtsstreit mit der Academy geführt hatte. Die Erben gewannen den Prozess, da Welles 1941 keine entsprechende Erklärung unterzeichnet hatte. Am 20. Dezember 2011 wurde der Oscar für 861.542 US-Dollar an einen anonymen Bieter verkauft.

## Veranstaltungsorte
Im Laufe der Jahre wurden die Academy Awards in verschiedenen Räumlichkeiten vergeben:
- The Blossom Room im Hollywood Roosevelt Hotel (1929)
- The Coconut Grove im Ambassador Hotel (April 1930, 1940, 1943)
- The Fiesta Room im Ambassador Hotel (November 1930, 1932, 1934)
- The Sala D’Oro im Biltmore Hotel (1931)
- The Biltmore Bowl im Biltmore Hotel (1935–1939, 1941, 1942)
- Grauman’s Chinese Theatre (1944–1946)
- The Shrine Civic Auditorium (1947, 1948, 1988, 1989, 1991, 1995, 1997, 1998, 2000, 2001)
- The Academy Award Theater (1949)
- The RKO Pantages Theatre (1950–1960)
- The Santa Monica Civic Auditorium (1961–1968)
- The Dorothy Chandler Pavilion (1969–1987, 1990, 1992–1994, 1996, 1999)
- The Dolby Theatre (ehemaliges Kodak Theatre; 2002–2020, seit 2022)
- The Los Angeles Union Station (2021)

Die 25. bis 29. Verleihung fand nicht nur in Los Angeles, sondern auch in New York statt:
- NBC International Theatre (1953)
- NBC Century Theatre (1954–1957)

Die Fernseh-Liveübertragung der Oscar-Nominierungen erfolgt aus dem Samuel Goldwyn Theater im 1975 errichteten Hauptgebäude der AMPAS.

## Kategorien
Die Akademie stellt für jede Oscarverleihung neue Regeln auf und behält sich die Einführung neuer Kategorien bzw. die Abschaffung existierender Kategorien vor.
2024 gab die Academy die Einführung einer Kategorie für Casting-Direktoren ab 2026 bekannt. 2025 wurde eine Kategorie für Stunt Design ab 2028 angekündigt.

### Reguläre Auszeichnung
Im Jahr 2025 wurden Oscars in den folgenden 23 regulären Kategorien vergeben:
| Kategorie                         | Originalbezeichnung(en) | Zeitraum der Verleihung |
| --------------------------------- | --- | ----------------------- |
| Bester Film                       | Best Picture | seit 1929               |
| Beste Regie                       | Best Director, Achievement in Directing | seit 1929               |
| Bester Hauptdarsteller            | Best Actor in a Leading Role | seit 1929               |
| Beste Hauptdarstellerin           | Best Actress in a Leading Role | seit 1929               |
| Bester Nebendarsteller            | Best Actor in a Supporting Role | seit 1937               |
| Beste Nebendarstellerin           | Best Actress in a Supporting Role | seit 1937               |
| Bestes Originaldrehbuch           | Best Writing, Original Screenplay Best Writing, Screenplay Written Directly for the Screen | seit 1941               |
| Bestes adaptiertes Drehbuch       | Best Writing, Adaptation Best Writing, Screenplay Best Writing, Screenplay Based on Material from Another Medium Best Writing, Screenplay Based on Material Previously Produced or Published Best Adapted Screenplay                                                                             | seit 1929               |
| Beste Kamera                      | Best Cinematography Best Cinematography, Black-and-White / Color | seit 1929               |
| Bestes Szenenbild                 | Best Art Direction Best Art Direction – Interior Decoration, Black-and-White / Color Best Art Direction – Set Decoration, Black-and-White / Color Best Art Direction – Set Decoration | seit 1929               |
| Bestes Kostümdesign               | Best Costume Design | seit 1949               |
| Bester Ton                        | Best Sound, Recording Best Sound Best Sound Mixing | seit 1930               |
| Bester Schnitt                    | Best Film Editing | seit 1935               |
| Beste visuelle Effekte            | Best Effects, Visual Effects Best Visual Effects | seit 1940               |
| Bestes Make-up und beste Frisuren | Makeup and Hairstyling Best Makeup | seit 1982               |
| Bester Song                       | Best Music, Original Song | seit 1935               |
| Beste Filmmusik                   | Best Music, Score Best Music, Scoring of a Dramatic Picture / Scoring of a Musical Picture Best Music, Score – Substantially Original / Scoring of Music, Adaptation or Treatment Best Music, Original Dramatic Score / Scoring Original Song Score and/or Adaptation Best Music, Original Score | seit 1935               |
| Bester animierter Spielfilm       | Best Animated Feature | seit 2002               |
| Bester animierter Kurzfilm        | Best Short Subject, Cartoons Best Short Subject, Animated | seit 1932               |
| Bester Kurzfilm                   | Best Short Subject, Comedy / Novelty Best Short Subject, Two-reel / One-reel Best Short Subject, Live Action Subjects Best Short Subject, Live Action | seit 1932               |
| Bester Dokumentarfilm             | Best Documentary, Features | seit 1942               |
| Bester Dokumentar-Kurzfilm        | Best Documentary, Short Subjects | seit 1943               |
| Bester internationaler Film       | Best International Feature Film (bis 2019: Best Foreign Language Film) | seit 1947               |
| Geplante Kategorien               | |                         |
| Bestes Casting                    | Best Achievement in Casting | ab 2026                 |
| Bester Stunt                      | Best Achievement in Stunt Design | ab 2028                 |

### Ehemalige Kategorien
Kategorien, die nicht mehr zum Programm der Academy Awards gehören:
| Kategorie                | Originalbezeichnung(en)                                         | Zeitraum der Verleihung |
| ------------------------ | --------------------------------------------------------------- | ----------------------- |
| Beste Regieassistenz     | Best Assistant Director                                         | 1934–1938               |
| Beste Originalgeschichte | Best Writing, Original Story Best Writing, Motion Picture Story | 1929–1957               |
| Bestes Drehbuch          | Best Writing                                                    | 1930–1930               |
| Beste Tanzregie          | Best Dance Direction                                            | 1936–1938               |
| Beste Zwischentitel      | Best Title Writing                                              | 1929                    |
| Bester Tonschnitt        | Best Effects, Sound Effects Editing Best Sound Editing          | 1964–2020               |

### Besondere Auszeichnungen
Diese Preise werden nicht jedes Jahr verliehen bzw. nur nach Bedarf:
| Name                         | Originalbezeichnung                   | verliehen für                                                                        | Zeitraum der Verleihung |
| ---------------------------- | ------------------------------------- | ------------------------------------------------------------------------------------ | ----------------------- |
| Ehrenoscar                   | Honorary Award                        | Lebenswerk oder Dienste für die Academy                                              | seit 1929               |
| „Irving G. Thalberg“-Preis   | The Irving G. Thalberg Memorial Award | Filmproduzenten                                                                      | seit 1938               |
| „Jean Hersholt“-Preis        | Jean Hersholt Humanitarian Award      | humanitäre Dienste im Bereich des Filmschaffens                                      | seit 1957               |
| Sonder-Oscar                 | Special Achievement Award             | außerordentliche, aus obigen Kategorien fallende Leistungen für einen einzelnen Film | seit 1973               |
| Miniatur-Oscar (Jugendpreis) | Juvenile Award                        | Kinderdarsteller                                                                     | 1935–1961               |
| Studentenpreis               | Student Academy Award                 |                                                                                      | seit 1973               |

### Auszeichnungen für Wissenschaft und Technik
Diese Preise werden zum Teil nicht jedes Jahr verliehen bzw. nur nach Bedarf:
| Name                                 | Originalbezeichnung                         | verliehen für | Zeitraum der Verleihung |
| ------------------------------------ | ------------------------------------------- | --- | ----------------------- |
| Academy Award of Commendation        | Award of Commendation                       | besondere technische Errungenschaften in den Künsten und Wissenschaften des Films                                   | seit 2001               |
| „Gordon E. Sawyer“-Preis             | Gordon E. Sawyer Award                      | wissenschaftliche oder technische Errungenschaften im Filmschaffen                                                  | seit 1982               |
| John A. Bonner-Medaille              | John A. Bonner Medal of Commendation        | als Anerkennung für außergewöhnliche Leistungen und das Engagement bei der Wahrung der hohen Standards der Akademie | seit 1978               |
| Academy Award of Merit               | Academy Award of Merit (Class I)            | | seit 1931               |
| Wissenschafts- und Entwicklungspreis | Scientific and Engineering Award (Class II) | | seit 1931               |
| Preis für Technische Verdienste      | Technical Achievement Award (Class III)     | | seit 1931               |

## Das Verfahren

### Vorauswahl – Bestimmung der Nominierten
Jeder Spielfilm, der zwischen dem 1. Januar und dem 31. Dezember eines Jahres im Gebiet von Los Angeles County erstmals mindestens sieben Tage lang in einem öffentlichen Kino gegen Entgelt gezeigt wurde, ist für die Oscars im darauffolgenden Jahr qualifiziert. Dabei wird der Begriff „Spielfilm“ definiert als ein Film, der
- mindestens eine Länge von 40 Minuten aufweist und
- als 35- oder 70-mm-Kopie oder als 24 bzw. 48 fps Digitalkinoformat (mit einer Mindestauflösung von 1280 × 720 Pixeln) gezeigt wurde.

Dabei ist es unerheblich, ob der Film US-amerikanischen oder ausländischen Ursprungs ist, sodass sich auch ausländische Filme außerhalb der Kategorie für den besten fremdsprachigen Film qualifizieren können. Am Ende jedes Jahres stellt die Akademie eine Liste der infrage kommenden Filme zusammen.
In der Vorauswahlphase wählen die Akademiemitglieder ihre zehn persönlichen Favoriten in der Kategorie „Bester Film“; dabei sind alle Mitglieder stimmberechtigt. Zusätzlich schlägt jedes Mitglied fünf Filme bzw. Personen seines Akademiezweigs zur Nominierung vor, d. h. Regisseure wählen Regisseure, Schauspieler wählen Schauspieler usw. Die zehn Filme mit den meisten Stimmen für den besten Film bzw. die fünf Vorschläge mit den meisten Stimmen in jeder Einzelkategorie werden dann von der Akademie offiziell als Nominierte verkündet.
Spezielle Regeln für die Nominierung
Für die Kategorien Animierter Spielfilm, Dokumentarfilm, Kurzfilm, Fremdsprachiger Film, Make-up, Tonschnitt und Visuelle Effekte gibt es spezielle Vorauswahljurys innerhalb der Akademie, die über die Nominierung entscheiden.
Für den besten fremdsprachigen Film gelten abweichende Qualifikationsregeln: Hier ist jeder Film zulässig, der in der Zeit vom 1. Oktober zwei Jahre vor der Preisverleihung bis zum 30. September des Jahres vor der Preisverleihung in seinem jeweiligen Land uraufgeführt wurde. Jedes Land darf dabei der Akademie nur einen Film zur Nominierung vorschlagen. Nach der Nichtnominierung des hochgelobten rumänischen Dramas 4 Monate, 3 Wochen und 2 Tage gab die Akademie am 19. Juni 2008 eine Änderung ihrer Auswahlrichtlinien bekannt: Nur noch sechs der neun zu nominierenden ausländischen Produktionen werden von einem Freiwilligenkomitee aus AMPAS-Mitgliedern bestimmt, die nur ein Minimum der eingereichten Beiträge sehen müssen; drei Nominierungen werden von einem zwanzigköpfigen Gremium für fremdsprachige Filme, dem Foreign Language Film Award Executive Committee, ausgewählt.
Auch für die Dokumentarfilm-Oscars gelten abweichende Qualifikationsregeln: Hier muss der Film entweder in Los Angeles County oder im New Yorker Stadtteil Manhattan zwischen 1. September zwei Jahre vor der Preisverleihung und 31. August des Jahres vor der Preisverleihung gezeigt worden sein. Zusätzlich muss der Film in vier weiteren Städten für mindestens zwei Tage öffentlich gezeigt worden sein.
Ebenfalls gibt es für die Kurzfilm-Oscars abweichende Qualifikationsregeln: Hier ist jeder Film zulässig, der in der Zeit vom 1. Oktober zwei Jahre vor der Preisverleihung bis zum 30. September des Jahres vor der Preisverleihung entweder für mindestens drei Tage in Los Angeles County gezeigt oder an einem in den Regeln festgelegten Filmfestival ausgezeichnet wurde.
Nachdem bei den Preisverleihungen 2007 und 2008 in der Kategorie Bester Filmsong jeweils eine Produktion drei der fünf nominierten Musikstücke gestellt hatte, werden seit 2009 maximal zwei Stücke aus einem Film nominiert (bei der Vorauswahl gilt diese Grenze nicht; die vorauswahlberechtigten Akademiemitglieder dürfen also weiterhin mehr als zwei Musikstücke aus einem einzelnen Film vorschlagen).
Die Kategorien „Animierter Spielfilm“ und „Make-up“ sind fakultativ. Sollten nach Ermessen der Akademie in einem Jahr zu wenige Filme für einen Oscar infrage kommen, kann die Akademie den Vorauswahlprozess überspringen und einzelne Filme direkt nominieren, direkt einen Sonderoscar für einen Film vergeben oder auf die Verleihung in diesem Jahr überhaupt verzichten.
Wenn ein Schauspieler für zwei oder mehr Filme in der gleichen Kategorie (zum Beispiel „Bester Hauptdarsteller“) unter die fünf Nominierten gewählt wird, so wird er nur für den Film nominiert, auf den die meisten Stimmen entfallen. Das Gleiche gilt, wenn sich die vorauswahlberechtigten Akademiemitglieder nicht einig sind, ob die betreffende Rolle eine Haupt- oder Nebenrolle ist und ein Schauspieler für denselben Film als bester Haupt- und bester Nebendarsteller nominiert werden würde. In beiden Fällen rückt der Sechstplatzierte als Nominierter nach. Hingegen ist es möglich, dass ein Schauspieler im selben Jahr für verschiedene Filme in unterschiedlichen Kategorien nominiert ist.

### Wahl der Preisträger aus den Nominierten
In der zweiten Wahlphase haben die Mitglieder der Akademie nun die Möglichkeit, sich im akademieeigenen Filmtheater alle nominierten Filme kostenlos anzusehen. Zudem werden besondere DVDs mit den Filmen versandt. Diese Praxis wird von der Akademie allerdings kritisch gesehen, da im Jahr 2003 Exemplare dieser DVDs in Internettauschbörsen aufgetaucht waren.
Bei der Wahl der Preisträger aus den Nominierten sind alle Mitglieder in allen Kategorien stimmberechtigt.
Die Stimmzettel, die spätestens eine Woche vor der Verleihung bei der Akademie eingegangen sein müssen, werden von drei vereidigten Notaren der Wirtschaftsprüfungsgesellschaft PricewaterhouseCoopers ausgezählt. Der Oscar wird an denjenigen Nominierten verliehen, der die meisten Stimmen auf sich vereinen konnte. In dem Fall, dass zwei Nominierte die gleiche Stimmenanzahl erhalten, wird der Oscar an beide verliehen.
Spezielle Regeln für die Vergabe
- In der Kategorie Szenenbild werden neben dem Szenenbildner (Production Designer) auch der Ausstatter (Set Decorator) und der Filmarchitekt (Art Director) nominiert und ausgezeichnet.
- Für den besten animierten Spielfilm wird die hauptverantwortliche Kreativperson ausgezeichnet. Das ist in den meisten Fällen der Regisseur (und maximal ein zweiter Regisseur), kann aber auch ein Produzent sein.
- In den Dokumentar- und Kurzfilm-Kategorien werden maximal zwei Oscars vergeben, darunter in jedem Fall an den Regisseur und einen weiteren Kreativen (in den meisten Fällen der Produzent).
- Der Oscar für den besten fremdsprachigen Film geht an den Film selbst, nicht an den Produzenten und nicht an den Regisseur. Letzterer nimmt den Oscar lediglich stellvertretend entgegen.
- Der Oscar für den besten Film geht an die Produzenten des Films, wobei hier nur maximal drei Produzenten nominiert und ausgezeichnet werden. Sofern mehr Produzenten im Abspann genannt werden, muss die Produktionsgesellschaft drei Produzenten benennen oder die Akademie bestimmt drei Produzenten.
- Höchstens zwei Ehrenpreise werden ohne vorherige Nominierung vom Board of Governors vergeben. Da mehr als zwei verschiedene Ehrenpreis-Kategorien existieren, werden nicht alle Ehrenpreise jedes Jahr vergeben.
- Die Oscars für technische Verdienste werden ebenfalls ohne vorherige Nominierung durch besondere Auswahlkomitees verliehen. Diese Verleihung findet stets im Vorfeld der eigentlichen Oscar-Verleihung statt.

## Kritik
Mehrfach wurde kritisiert, dass nicht-amerikanische, insbesondere japanische Animationsfilme nahezu nie ausgezeichnet oder auch nur nominiert werden, trotz deren großen Erfolgs beim Publikum und positiver Presse- und Besucherstimmen. So war für die Oscars des Jahres 2018 A Silent Voice sowie vier weitere Anime-Filme in der Vorauswahl für eine Nominierung, aber keiner wurde nominiert, was angesichts der Nominierungen Gegenstand von Kritik wurde. Seit Chihiros Reise ins Zauberland von Hayao Miyazaki, der bei den Oscars 2003 den Preis gewinnen konnte, schafften es nur vier weitere japanische Animationsfilme – allesamt von Studio Ghibli –, eine Nominierung bei den Oscars zu erhalten. Als ein möglicher Grund wird eine Regeländerung genannt, die 2018 in Kraft getreten ist, die besagt, dass jedes Mitglied der Academy of Motion Picture Arts and Sciences stimmberechtigt ist, wenn dieser zumindest zwei Drittel aller vorgeschlagenen Filme angesehen hat. Zudem besteht der Verdacht, dass die Mitglieder durch die Vorlieben ihrer Kinder beeinflusst sein könnten. Auch kulturelle Unterschiede und die demografische Zusammensetzung der Jury werden als Gründe angeführt.

## Rekorde

### Die erfolgreichsten Filme
Lange Zeit war der Film Vom Winde verweht aus dem Jahr 1939 mit zehn Oscars der zahlenmäßig erfolgreichste Film in der Oscar-Geschichte; er wurde erst 1960 von Ben Hur mit elf Trophäen abgelöst. Mit Ben Hur wiederum konnte erst im Jahr 1998 Titanic mit ebenfalls elf Auszeichnungen gleichziehen. Nur sechs Jahre sollte es dauern, bis sich mit Der Herr der Ringe: Die Rückkehr des Königs ein weiterer Film mit elf Oscars in diese Riege einreihte. Letzterer war gleichzeitig einer der wenigen Filme, die in allen nominierten Kategorien auch gewonnen haben. Insgesamt ist die Herr-der-Ringe-Trilogie die erfolgreichste Filmserie mit 17 Auszeichnungen bei 30 Nominierungen.
Die fünf Sparten Bester Film, Beste Regie, Bester Hauptdarsteller, Beste Hauptdarstellerin sowie die Drehbuchsparten (Bestes Originaldrehbuch bzw. Bestes Drehbuch nach einer Vorlage) gelten als die wichtigsten Oscar-Kategorien und werden auch als die „Big Five“ bezeichnet. Bislang sind erst drei Filme in jeder dieser Kategorien ausgezeichnet worden: Es geschah in einer Nacht (1934), Einer flog über das Kuckucksnest (1975) und Das Schweigen der Lämmer (1991).
Alles über Eva (1950), Titanic (1997) und La La Land (2017) teilen sich den Nominierungsrekord mit 14 Nominierungen, gefolgt von Vom Winde verweht, Verdammt in alle Ewigkeit, Mary Poppins, Wer hat Angst vor Virginia Woolf?, Forrest Gump, Shakespeare in Love, Der Herr der Ringe: Die Gefährten, Chicago, Der seltsame Fall des Benjamin Button, Shape of Water – Das Flüstern des Wassers, Oppenheimer und Emilia Pérez mit je 13 Nominierungen.

### Die erfolgreichsten Schauspieler und Filmschaffenden
Bisher am häufigsten mit Darsteller-Auszeichnungen geehrt wurde die US-Amerikanerin Katharine Hepburn (1907–2003), die zwischen 1934 und 1982 viermal als beste Hauptdarstellerin honoriert wurde. Ihre Landsfrau Meryl Streep kann die meisten Darsteller-Nominierungen (21) auf sich vereinen. Bei den Männern errangen Jack Nicholson, Daniel Day-Lewis und Walter Brennan (1894–1974) je drei Academy Awards. Nicholson hält gleichzeitig den Nominierungsrekord bei den männlichen Darstellern (12 Nominierungen).
Die am häufigsten ausgezeichnete Person ist Walt Disney (1901–1966) mit 26 Oscars (inkl. 4 Ehrenoscars) und 37 weiteren Nominierungen. Zudem gewann er 1954 mit 4 Auszeichnungen die meisten Oscars in einem Jahr. 2020 erreichte Bong Joon-ho ebenfalls 4 Auszeichnungen, 2025 zog Sean Baker mit beiden gleich. Die am häufigsten ausgezeichnete Frau ist die Kostümbildnerin Edith Head (1897–1981) mit 8 Oscars und 27 weiteren Nominierungen. Die am häufigsten ausgezeichneten noch lebenden Filmschaffenden sind der Komponist Alan Menken (8 reguläre Preise, u. a. für Aladdin und Pocahontas) und Dennis Muren, der für seine Visual Effects unter anderem für Star Wars Episode V – Das Imperium schlägt zurück, E.T. – Der Außerirdische und Indiana Jones und der Tempel des Todes insgesamt 8 Oscars (inkl. 3 Sonderpreisen; 15 Nominierungen) erhielt.
Mit sieben Auszeichnungen bei 13 Nominierungen sind die Zeichentrickfiguren Tom und Jerry die am häufigsten ausgezeichneten Trickfilmstars in der Geschichte der Oscars (siehe: Oscar/Bester animierter Kurzfilm).
Recht erfolgreich waren auch die beiden Schauspielerinnen Greer Garson (1904–1996) und Bette Davis (1908–1989), die als bislang einzige fünf Jahre nacheinander für den Oscar nominiert wurden.
- Die am häufigsten ausgezeichneten beziehungsweise nominierten Personen hinter der Kamera
  - Regisseur John Ford (1894–1973) mit 4 Preisen für die Beste Regie
  - Regisseur William Wyler (1902–1981) mit 3 Auszeichnungen bei 12 Nominierungen
  - Dokumentarfilm-Regisseur Charles Guggenheim (1924–2002) mit 3 Auszeichnungen bei 10 Nominierungen
  - Kameramänner Joseph Ruttenberg (1889–1983) und Leon Shamroy (1901–1974) mit jeweils 4 Preisen für die Beste Kamera
  - Kameramänner Charles Lang (1902–1998) und Leon Shamroy mit jeweils 18 Nominierungen
  - Art Director Cedric Gibbons (1893–1960) mit 11 Preisen bei 39 Nominierungen für das Beste Szenenbild
  - Maskenbildner Rick Baker mit 7 Preisen bei 11 Nominierungen für das Beste Make-up, zuletzt 2011 für Wolfman
  - Song-Writer und Musiker Sammy Cahn (1913–1993) mit 4 Preisen bei 26 Nominierungen für den Besten Song
  - Komponist Alfred Newman mit 9 Preisen für die Beste Filmmusik
  - Komponist John Williams ist mit 5 Preisen bei 54 Nominierungen für die Beste Filmmusik die am häufigsten nominierte, derzeit noch lebende Person
  - Allrounder Woody Allen mit 3 Preisen bei 15 Nominierungen für das Beste Originaldrehbuch

- Auszeichnung fürs Filmdebüt
  - Beste Hauptdarstellerin: Shirley Booth (Kehr zurück, kleine Sheba, 1952), Julie Andrews (Mary Poppins, 1964), Barbra Streisand (Funny Girl, 1968) und Marlee Matlin (Children of a Lesser God, 1986)
  - Bester Nebendarsteller: Harold Russell (Die besten Jahre unseres Lebens, 1946) und Haing S. Ngor (The Killing Fields – Schreiendes Land, 1984)
  - Beste Nebendarstellerin: Gale Sondergaard (Ein rastloses Leben, 1936), Katina Paxinou (Wem die Stunde schlägt, 1943), Mercedes McCambridge (Der Mann, der herrschen wollte, 1949), Eva Marie Saint (Die Faust im Nacken, 1954), Jo Van Fleet (Jenseits von Eden, 1955), Tatum O’Neal (Paper Moon, 1973), Anna Paquin (Das Piano, 1993), Jennifer Hudson (Dreamgirls, 2006), und Lupita Nyong’o (12 Years a Slave, 2013)
  - Bester Regisseur: Delbert Mann (Marty, 1955), Jerome Robbins (West Side Story, 1961), Robert Redford (Eine ganz normale Familie, 1980), James L. Brooks (Zeit der Zärtlichkeit, 1983), Kevin Costner (Der mit dem Wolf tanzt, 1990) und Sam Mendes (American Beauty, 1999)

### Altersrekorde
- jüngste Oscar-Gewinnerin: Sonderpreis Juvenile Award für die sechsjährige Shirley Temple (Herausragender Beitrag zur Filmunterhaltung 1934)
- jüngste Oscarpreisträgerin (im Wettbewerb): beste Nebendarstellerin für die zehnjährige Tatum O’Neal (Paper Moon, 1973)
- jüngster Oscar-Nominierter (im Wettbewerb): bester Nebendarsteller für den achtjährigen Justin Henry (Kramer gegen Kramer, 1979)
- jüngste mehrfach nominierte Darstellerin: Angela Lansbury (1945 im Alter von 19 Jahren und 1946 im Alter von 20 Jahren.)
- jüngster Nominierter als Bester Hauptdarsteller: der neunjährige Jackie Cooper (Skippy, 1931)
- jüngste Nominierte als Beste Hauptdarstellerin: die neunjährige Quvenzhané Wallis (Beasts of the Southern Wild, 2012)
- jüngste Gewinnerin eines Hauptdarsteller-Oscars: die 21-jährige Marlee Matlin (Gottes vergessene Kinder, 1986)
- älteste Gewinnerin eines Hauptdarsteller-Oscars: die 80-jährige Jessica Tandy (Miss Daisy und ihr Chauffeur, 1989)
- ältester Gewinner eines Hauptdarsteller-Oscars: der 83-jährige Anthony Hopkins (The Father, 2020)
- ältester nominierter Schauspieler: bester Nebendarsteller für den 88-jährigen Christopher Plummer (Alles Geld der Welt, 2018)
- jüngster ausgezeichneter Regisseur: der 32-jährige Damien Chazelle (La La Land, 2017)
- jüngster nominierter Regisseur: der 24-jährige John Singleton (Boyz n the Hood, 1991)
- ältester ausgezeichneter Regisseur: der 74-jährige Clint Eastwood (Million Dollar Baby, 2005)
- ältester nominierter Regisseur: der 81-jährige Martin Scorsese (Killers of the Flower Moon, 2024)
- ältester Gewinner (im Wettbewerb): bestes adaptiertes Drehbuch für den 89-jährigen James Ivory (Call Me by Your Name, 2018)
- ältester Oscar-Nominierter (im Wettbewerb): beste Filmmusik für den 91-jährigen John Williams (Indiana Jones und das Rad des Schicksals, 2024)
- älteste ausgezeichnete Person (vom Geburtsjahrgang): bester Darsteller für George Arliss (* 10. April 1868; Disraeli, 1929)
- älteste nominierte Person (vom Geburtsjahrgang): beste Darstellerin für May Robson (* 19. April 1858; Lady für einen Tag, 1933)

### Die meisten aufeinanderfolgenden Gewinne
- Bester Produzent: in der Sparte Bester animierter Kurzfilm gewann Walt Disney von 1932 bis 1940 achtmal nacheinander den Oscar, bei 15 Nominierungen im selben Zeitraum
- Beste Hauptdarstellerin: Luise Rainer (Der große Ziegfeld, 1936 und Die gute Erde, 1937) und Katharine Hepburn (Rat mal, wer zum Essen kommt, 1967 und Der Löwe im Winter, 1968)
- Bester Hauptdarsteller: Spencer Tracy (Manuel, 1937 und Teufelskerle, 1938) und Tom Hanks (Philadelphia, 1993 und Forrest Gump, 1994)
- Bester Nebendarsteller: Jason Robards (Die Unbestechlichen, 1976 und Julia, 1977)
- Bester Regisseur: John Ford (Früchte des Zorns, 1940 und Schlagende Wetter, 1941), Joseph L. Mankiewicz (Ein Brief an drei Frauen, 1949 und Alles über Eva, 1950) und Alejandro G. Iñárritu (Birdman oder (Die unverhoffte Macht der Ahnungslosigkeit), 2014 und The Revenant – Der Rückkehrer, 2015)
- Beste Kamera: Emmanuel Lubezki (Gravity, 2014, Birdman, 2015 und The Revenant – Der Rückkehrer, 2016)
- Beste Filmmusik:
  - Roger Edens (Osterspaziergang, 1948, Heut’ gehn wir bummeln, 1949 und Duell in der Manege, 1950)
  - Ray Heindorf (Yankee Doodle Dandy, 1942 und This Is the Army, 1943)
  - Franz Waxman (Boulevard der Dämmerung, 1950 und Ein Platz an der Sonne, 1951)
  - Alfred Newman (Mit einem Lied im Herzen, 1952 und Madame macht Geschichte(n), 1953 sowie Alle Herrlichkeit auf Erden, 1955 und Der König und ich, 1956)
  - Adolph Deutsch (Eine Braut für sieben Brüder, 1954 und Oklahoma!, 1955)
  - André Previn (Gigi, 1958 und Porgy und Bess, 1959 sowie Das Mädchen Irma la Douce, 1963 und My Fair Lady, 1964)
  - Leonard Rosenman (Barry Lyndon, 1975 und Dieses Land ist mein Land, 1976)
  - Alan Menken (Die Schöne und das Biest, 1991 und Aladdin, 1992)
  - Gustavo Santaolalla (Brokeback Mountain, 2005 und Babel, 2006)

### Die größten „Verlierer“
- Die meisten Nominierungen für einen Film, ohne einen Preis zu gewinnen
  - Am Wendepunkt (1977) und Die Farbe Lila (1985) mit jeweils elf Nominierungen
  - Gangs of New York (2002), True Grit (2010), American Hustle (2014), The Irishman (2019) und Killers of the Flower Moon (2023) mit jeweils zehn Nominierungen
- Die meisten Nominierungen für den Besten fremdsprachigen Film (nach Herkunftsland)
  - Israel mit neun Nominierungen
- Die meisten Nominierungen für eine Person überhaupt
  - Tontechniker Kevin O’Connell mit 21 Nominierungen (erst bei seiner 21. Nominierung 2017 erhielt er seinen ersten Oscar in der Kategorie Bester Ton für Hacksaw Ridge – Die Entscheidung)
- Die meisten Nominierungen für eine Darstellerin
  - Glenn Close (* 1947) insgesamt achtmal für einen Darstellerpreis nominiert.
- Die meisten Nominierungen für einen Darsteller
  - Peter O’Toole (1932–2013) mit acht Nominierungen (erhielt 2003 den Ehrenoscar für sein Lebenswerk)
- Die meisten Nominierungen für einen Regisseur
  - Clarence Brown (1890–1987) mit sechs Nominierungen
- Die meisten Nominierungen für einen Drehbuchautor
  - Federico Fellini mit sechs Nominierungen (neben dem Ehrenoscar 1993 für sein Lebenswerk wurden seine Filme viermal mit dem Preis für den besten fremdsprachigen Film ausgezeichnet)
- Die meisten Nominierungen für einen Filmkomponisten
  - Alex North und Thomas Newman mit 14 Nominierungen
- Die meisten Nominierungen für einen Kameramann
  - George J. Folsey und Roger Deakins mit 13 Nominierungen (Deakins konnte seine 14. Nominierung 2018 für Blade Runner 2049 in seinen ersten Gewinn umsetzen)

## Moderation
In den Anfangsjahren wurde die Verleihungszeremonie häufig vom jeweiligen Präsidenten der Akademie moderiert. Ende der 1950er Jahre gab es erstmals eine ganze Riege gleichberechtigter Moderatoren für eine Verleihung. Dies wurde in den 1970er Jahren nochmals aufgegriffen.
Seit Ende der 1970er Jahre führt meist jeweils ein Moderator durch das Programm. Unterstützt wird er dabei von zahlreichen Laudatoren. In den Darstellerkategorien sind dies im Regelfall die Gewinner des Vorjahres jeweils beim anderen Geschlecht.
Der bislang häufigste Oscar-Moderator ist der Entertainer Bob Hope – er moderierte die Veranstaltung neunzehnmal. Billy Crystal wurde für seine Moderationen in den 1990er Jahren mehrmals mit dem Fernsehpreis Emmy ausgezeichnet. Im Jahr 2012 sprang er kurzfristig ein und moderierte die Oscars. Auch die Moderationen von David Niven wurden legendär. In der langen Geschichte der Verleihung gab es bis heute lediglich zwei Moderatorinnen, die alleine durch die Show führen durften: Whoopi Goldberg (vier Mal seit 1994) und Ellen DeGeneres (2007 und 2014).

## Weitere Listen
- Oscar/Alle Filme
- Liste deutscher Oscarpreisträger
- Liste österreichischer Oscarpreisträger

## Verschiedenes
- Als eine Art Gegen-Oscar wird seit 1981 die Goldene Himbeere als Negativpreis am Abend vor der Oscarverleihung vergeben.
- Als „Oscar-Fluch“ wird der Rückgang der Karriere einiger Schauspieler nach dem Gewinn eines Oscars bezeichnet.[52]